# 浙江省湖州中学
浙江省湖州中学位于浙江省湖州市，简称湖中。

## 校训
湖州中学校训为“自强不息，厚德载物”，出自《周易》：“天行健，君子以自强不息；地势坤，君子以厚德载物”这句古训。

## 校史
湖州中学创办于1902年，由湖州知府锡守纶筹备，定名为湖州府中学堂，承袭爱山书院校址。学校宗旨为“为国植贤”。1909年，学校改名为“浙江省立第三中学堂”。1912年，改称为“浙江省立第三中学校”，迁址天宁巷，原爱山书院改名为吴兴中学校，两校血脉相连。1924年改称“浙江省立第三中学”。1933年改称“浙江省立湖州初级中学”。1936年8月改名“浙江省立湖州中学”。1937年11月湖州沦陷，师生部分转入“浙江省临时联合中学”，部分转入浙西继续办学，后改部发展为“浙江省浙西临时中学”。1945年复名“浙江省立湖州中学”，迁入现莲花庄校区。1954年定名“浙江省湖州中学”，沿用至今。现为浙江省一级重点中学。

## 现状
2004学年，弁山校区建成投入使用后，公费生与自费生开始分校区教学，莲花庄校区（亦称老校区）供自费生使用（现已成为新世纪校区），弁山校区供公费生使用。

## 校区
- 莲花庄校区，位于湖州市南，比邻赵孟頫故居莲花庄。
- 弁山校区，位于湖州市北郊，为本世纪新建校区。

## 知名教师
- 沈尹默，著名书法家、诗人。曾任北京大学文学系教授、北平大学校长。五四新文化运动主将。
- 钱玄同，著名语言文学家、作家。历任北京大学、北京师范大学教授。“五四”新文化运动时期文字改革先驱。
- 钱恂
- 陈其采
- 诸乐三

## 知名校友
- 沈雁冰
- 钱壮飞
- 陈立夫
- 胡宗南
- 雷震
- 茅盾

## 历任校长
- （1902~1912）  姚学仁，朱廷，王树荣，俞宗濂，钱恂，沈谱琴
- （1913~1927） 张孝曾（后调任北京大学教务长），王念蒟，羊乃康，罗伟，郑彤华，周翔
- （1927~1945） 雷震（后调任教育部总务司司长），周翔， 汪浩，方秉性
- （1945~1984） 齐克菲（时任市长，兼任校长），王祥长（时任市长，兼任校长），李玉玺
- （1984~2004） 冯团，马建福，王慧才
- （2004~2012）沈培建
- （2012-2014）吴维平
- （2014-2017） 黄丽君
- （2017-2021）周国平
- （2021-2024）蔡轶佳
- （2024-至今）俞根强